# أديسون (تكساس)
أديسون (بالإنجليزية: Addison)‏ هي مدينة أمريكية تقع في ولاية تكساس.تبلغ مساحة هذه المدينة 11.5 (كم²)،ويبلغ عدد سكانها 13056 نسمة حسب إحصاء سنة 2010 م.